# Avocat mondain
Pour plus de détails, voir Fiche technique et Distribution.
Avocat mondain (Society Lawyer) est un film américain réalisé par Edwin L. Marin, sorti en 1939.

## Synopsis
Un avocat très célèbre accepte de défendre son ami accusé du meurtre de sa petite amie…

## Fiche technique
- Titre : Avocat mondain
- Titre original : Society Lawyer
- Réalisation : Edwin L. Marin
- Scénario : Frances Goodrich, Albert Hackett, Leon Gordon et Hugo Butler d'après une histoire de Arthur Somers Roche
- Direction artistique : Cedric Gibbons
- Photographie : George J. Folsey
- Musique : Edward Ward
- Production : John W. Considine Jr. et Louis D. Lighton
- Société de production : Metro-Goldwyn-Mayer
- Pays d'origine : États-Unis
- Format : Noir et blanc - Mono
- Genre : drame
- Date de sortie : 1939
- Affiche : Boris Grinsson (France)

## Distribution
- Walter Pidgeon : Christopher Durant
- Virginia Bruce : Pat Abbott
- Leo Carrillo : Tony Gazotti
- Eduardo Ciannelli : Jim Crelliman
- Lee Bowman : Phil Siddall
- Frances Mercer : Sue Leonard
- Ann Morriss : Judy Barton
- Herbert Mundin : Layton
- Frank M. Thomas : Lieutenant Stevens
- Edward Brophy : Max
- Clarence Kolb : Mr. Leonard
- Pierre Watkin : Henry V. Adams
- Ian Wolfe : Schmidt
- Paul Guilfoyle : Murtock
- Parmi les acteurs non crédités :
- Don Brodie : Réceptionniste
- Lester Dorr : Photographe de la police
- Bess Flowers : Mary Trimworth
- James Millican : Reporter
- Harry Tenbrook : L'homme de main
- Frank Orth
- Frank Puglia